# Riksdag

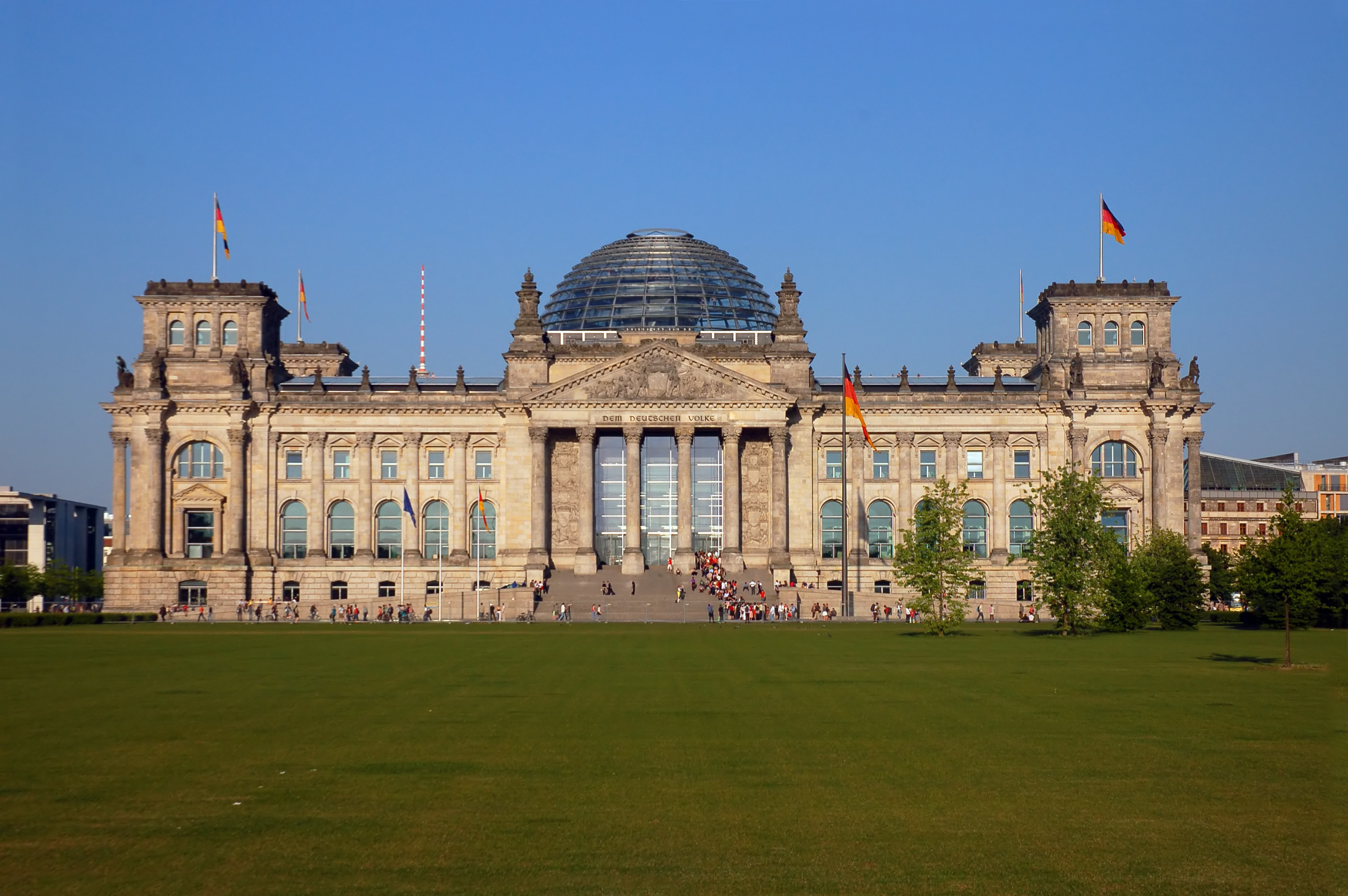
Reichstagsgebäude i Berlin.

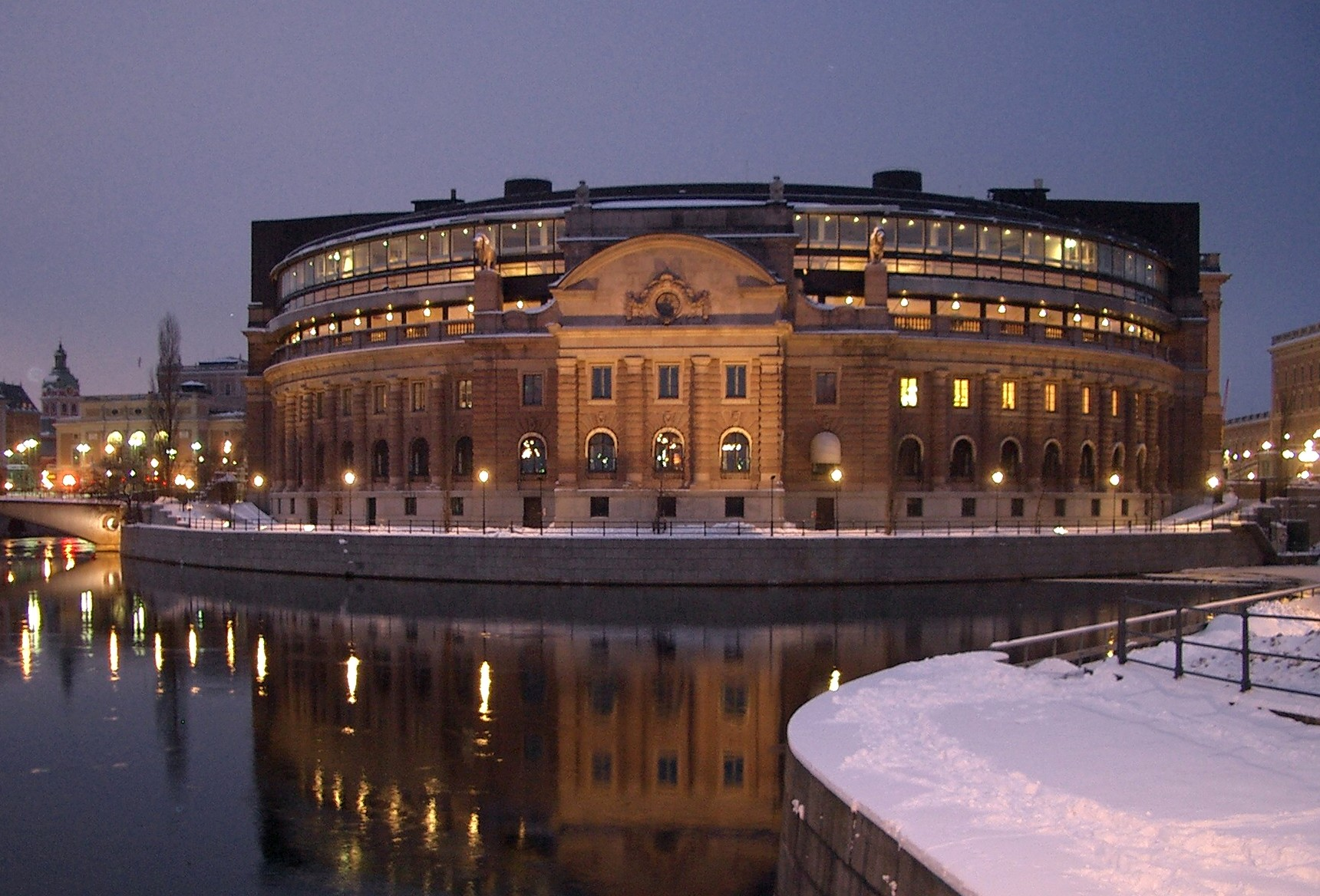
Sveriges riksdagshus, Stockholm.

Riksdag, ursprungligen i betydelsen "riksmöte", är ett politiskt möte där deltagarna representerar medborgarna i riket i syfte att ta ställning till frågor som gäller rikets inre och yttre angelägenheter. Numera är det den officiella benämningen på parlamenten i Sverige och Finland (finska Eduskunta). I vardagligt tal kallas ibland även riksdagshusen för "riksdagen".
Även i Danmark kallades parlamentet för riksdag (Rigsdagen) 1849-1953. I Tyskland har denna benämning (Reichstag) också använts. Därifrån härstammar begreppet: Tag betydde inte bara "dag" utan även "möte" på medeltida tyska och det tyska verbet tagen används än idag i betydelsen "sammanträda" när det gäller parlament. När Förbundsrepubliken Tyskland upprättades efter andra världskriget ändrades benämningen till Förbundsdagen (Bundestag).
Japans parlament skapades från början bland annat efter tysk och brittisk modell (med ett typiskt överhus eller herrehus av preussisk eller brittisk modell med olika adelsmän samt ett underhus). Det kallas 国会 (kokkai), vilket ungefär betyder riksdag. På engelska översätts det japanska begreppet till Diet (se Japans konstitution [engelskspråkig översättning]), vilket är ett ursprungligen latinskt ord som används i betydelsen riksdag på engelska.
Mot bakgrund av allmäneuropeisk definition har historikern Herman Schück ställt upp några villkor för att en representation ska kallas riksdag:[källa behövs]
- Rikets medborgare ska företrädas av församlingen i geografiskt avseende.
- Rikets medborgare ska representeras i socialt och ekonomiskt avseende.
- Representationen ska företrädas genom grupper (stånd, hus, eller partier) så att samtliga grupper deltar i beslutsprocessen.
- Församlingen ska ha kompetens så att den inte bara följer regeringen eller kungen.
- Församlingen ska ha en kontinuitet och träffas regelbundet.

## Sverige
Länge ansågs Arboga möte 1435 vara den första riksdagen, men det bestrides idag på grund av de kriterier som Schück författat, eftersom de närvarande vid mötet inte representerade hela riket och det inte följdes upp. Ordet "riksdag" är dessutom mer än hundra år yngre än detta möte. Utvecklingen mot en riksdag var stegvis och sträckte sig över en lång tidsperiod. Ett omtalat riksmöte var reformationsriksdagen 1527 i Västerås, som torde kunna sägas motsvara Schücks kriterier.
Riksdagen befästes som riksstyresorgan 1617–1634 och formaliserades 1660 som ett lagstiftande organ. I praktiken saknade riksdagen beslutande makt 1680–1718. Under perioden 1719–1771 var riksdagen den svenska riksstyrelsens högsta beslutande och lagstiftande organ och skulle samlas vart tredje år. Befogenheterna begränsades i 1772 års regeringsform och i 1789 års förenings- och säkerhetsakt och riksdagen blev ett rådgivande regeringsorgan som vid behov sammankallades av regenten.

## Finland
Riksdagen i Sverige hade i slutet av 1800-talet blivit ett rådgivande regeringsorgan som vid behov sammankallades av regenten. Detta förhållande gällde även från 1809 för lantdagen i Finland som under autonomin och en bit in på självständigheten ersatte riksdagen. Från 1919 är Finlands riksdag det högsta beslutsfattande och lagstiftande statsorganet i Finland.